# 1764

## Родени
- Александър Маккензи, Шотландско-канадски изследовател
- Анастасиос Каратасос, гръцки революционер
- 3 май – Елизабет Френска, френска принцеса
- 13 май – Лоран Сен Сир, френски маршал
- 22 септември – Карл Фредрик Фален, шведски учен

## Починали
- 12 септември – Жан-Филип Рамо, френски композитор
- 26 октомври – Уилям Хогарт, английски художник